# Rondibilis coreana
Rondibilis coreana là một loài bọ cánh cứng trong họ Cerambycidae.